# Bahnhof Limbach (Sachs)
Der Bahnhof Limbach (Sachs) war ein Bahnhof in der westsächsischen Stadt Limbach-Oberfrohna. Er verfügte über ein Bahnsteiggleis. Der Bahnhof lag im Stadtteil Limbach und gehörte zeitweise Endpunkt der Strecke Limbach–Wittgensdorf.
Das Gebäude wurde von 1871 bis 1872 im preußisch-historischen Stil erbaut und im selben Jahr als Endbahnhof feierlich eröffnet. Mit der Eröffnung der Strecke Limbach-Wüstenbrand wuchs die Bedeutung des Bahnhofs und so musste die gesamte Anlage aufgrund des rasanten Anstieges des Verkehrsaufkommens erweitert und ausgebaut werden. Nachdem die Strecke Limbach–Wittgensdorf kurz nach der politischen Wende 1989/1990 stillgelegt wurde und auch der Güterverkehr immer mehr an Bedeutung verlor, wurde zeitgleich der Bahnhof aufgegeben und im Jahr 2000 endgültig für den Personenverkehr geschlossen. Das ehemalige Empfangsgebäude wurde danach unter Denkmalschutz gestellt. Es erfolgte jedoch keine Sanierung, sodass die verbliebenen Gebäude 2015 zum Teil und 2020 bzw. 2021 vollständig abgerissen wurden, wobei Teile der Bahnsteigüberdachung des Hausbahnsteiges erhalten blieben.

## Lage
Das Bahnhofsgebäude lag etwa in 700 Meter nordöstlicher Entfernung zur Limbacher Innenstadt. Das Areal befindet sich an der Straße Ostring, die in westlicher Richtung in die Burgstädter Straße mündet. In Richtung Osten kreuzt sich die Strecke mit der Hohensteiner Straße; das Bahnareal liegt etwa zwischen diesen beiden Hauptverkehrswegen. Der Bahnhofsvorplatz besteht im Großteil aus einem gepflasterten Bereich mit Parkmöglichkeiten und befindet sich vor dem ehemaligen Empfangstrakt, der im Jahr 2015 aufgrund von Verfallsschäden abgebrochen wurde. In westlicher Richtung grenzt eine Kleingartenanlage an die Anlagen, welche zwischen der Straße Ostring und der Gleise in Richtung Oberfrohna liegt. Unmittelbar vom Vorplatz des Bahnhofs, zwischen der Empfangshalle und der Gartenanlage gelangte man über mehrere Gleise zum Gebäude des Güterbahnhofs, der sich genau gegenüber dem Hauptgebäude befand.
In näherer Nachbarschaft liegt das Wohngebiet Am Tännigt. Es wurde in den 1930er Jahren erbaut und in den Folgejahren mehrfach erweitert. Die Straße, die in dieses Wohnviertel führt, kreuzt sich in östlicher Richtung mit der Straße Ostring und trägt den Namen Am Tännigt. Direkt nach der Einmündung quert sie die Bahnstrecke Limbach–Wittgensdorf unter zwei kleine Brücken. An das Wohngebiet grenzt wiederum eine größere Kleingartenanlage, die sich von der Straße Am Tännigt bis hin zum Bahnareal in Höhe des Güterbahnhofs erstreckt.

## Bahnstrecken
Die Gebäude befanden sich an der Strecke Limbach–Wittgensdorf und war nach dem Oberfrohnaer Bahnhof die zweite bzw. vorletzte Station auf dieser Strecke. Im Stadtteil Oberfrohna begann die Trasse eingleisig und teilte sich etwa 150 Meter vor dem Bahnhofsgebäude in Limbach in mehrere Nebengleise auf. Diese Abschnitte wurden in den Jahren nach der Schließung nacheinander zurückgebaut. Etwa 400 Meter nach der Station teilte sich die Strecke in zwei Abschnitte auf: Die Hauptgleise führt weiter über Hartmannsdorf in östliche Richtung bis nach Wittgensdorf. Die zweite Gleise der nach Wüstenbrand führenden Nebenbahn zweigte südlich von der Hauptstrecke ab und verlief etwa 800 bis 900 Meter parallel zu dieser, ehe sie auf Höhe der Kreuzung der Straßen Ostring und Feldweg in südöstlicher Richtung nach Kändler abbog. Die Gleisanlage der Strecke Limbach–Wittgensdorf ist bis heute erhalten. Der Abschnitt der anderen Trasse nach Kändler und Röhrsdorf wurde inzwischen abgebaut.

## Geschichte

### Bahnhofsname
Der Bahnhof trug während seiner Betriebszeit fünf unterschiedliche Bezeichnungen, im Einzelnen waren dies:
- bis 30. September 1902: Limbach
- bis 30. April 1904: Limbach bei Chemnitz
- bis 30. Juni 1911: Limbach (Sachsen)
- bis 21. Dezember 1933: Limbach (Sa)
- ab 22. Dezember 1933: Limbach (Sachs)

### Bau der ersten Strecke
Erste Überlegungen zum Bau einer Eisenbahntrasse nach Limbach gab es bereits im Jahr 1869. Jedoch entschied sich die Regierung in Dresden gegen den Bau einer Bahnstrecke nach Limbach, obwohl die Stadt damals doppelt so viele Einwohner wie Burgstädt hatte und es auch im topographischen Sinn größere Herausforderungen gab. So kam die Dresdner Regierung zu dem Entschluss, dass die Trasse trotz der vorhandenen Gegebenheiten von Chemnitz nach Burgstädt verlaufen sollte. Dass die Entscheidung mit großer Mehrheit auf Burgstädt fiel, war nicht zuletzt dem Burgstädter Abgeordneten Hahn zu verdanken, der sich für eine Bahnverbindung nach Chemnitz einsetzte.
Am 8. April 1872 wurde eine sogenannte „Sackbahn“, ausgehend von Wittgensdorf mit Bahnhof in Hartmannsdorf nach Limbach in Betrieb genommen. Dadurch erhielt die Stadt Limbach erstmals einen Bahnanschluss. Somit war es nun auch möglich, nach Chemnitz zu gelangen und weiter nach Leipzig zu fahren. Jedoch war ein Großteil der Einwohner nicht sehr zufrieden mit der vorhandenen Bahntrasse und so versuchte man, weitere Anschlussmöglichkeiten zu erreichen und den Streckenausbau auszuweiten.
Die Stadt Limbach nahm zwischen 1890 und 1895 zahlreiche Versuche, Verbesserungen im Bahnverkehr vorzunehmen und die vorhandene Trasse auszubauen. So war eine elektrisch betriebene Bahn bis ins benachbarte Waldenburg geplant, welche die anliegenden Gemeinden selbst finanzieren wollten. Die Bahnstrecke, die von Limbach über Rußdorf, Falken, Langenchursdorf, Grumbach und Oberwinkel verlaufen sollte, wurde von der Dresdner Regierung aufgrund finanzieller Gründe und Uneinigkeiten zwischen den betroffenen Gemeinden nie gebaut.

### Erweiterung der Bahnhofsanlagen
Gegen Ende der 1890er Jahre erweiterte man das Streckennetz nach Wüstenbrand, einem Ortsteil von Hohenstein-Ernstthal. Diese Trasse führte über ein Nebengleis, welches vom Limbacher Bahnhof abzweigte und nach Kändler über Röhrsdorf nach Rabenstein und weiter nach Grüna führte. In Wüstenbrand bei Hohenstein-Ernstthal befand sich der Endhaltepunkt. Somit war die Stadt auch an die Trasse der Kohlenbahn angeschlossen, die von Wüstenbrand über Lugau bis in das im Erzgebirge gelegene Oelsnitz führte. Am 1. Dezember 1897 wurde die Strecke eingeweiht. Mit der Eröffnung wurde daraufhin der Bahnhof in Limbach umfassend erweitert. Es wurde ein komplett neuer Bahnhofsteil für die Züge von und nach Wüstenbrand auf dem Bahnhofsvorplatz angelegt sowie ein großer hölzerner Anbau am Güterschuppen errichtet. Ebenso erhielt die Anlage eine Drehscheibe. Mit der Streckeneröffnung wurde in Limbach eine Lokstation des Bw Chemnitz Hbf eingerichtet. Es entstand ein zweiständiger Lokschuppen, ein Kohlenschuppen und eine Wasserstation, deren Bau sich jedoch nicht genau zeitlich einordnen lässt. Mit der Eröffnung der Strecke Limbach (Sa)–Oberfrohna 1912 wurde der Bahnhof erneut umgebaut und an das Verkehrsaufkommen angepasst.

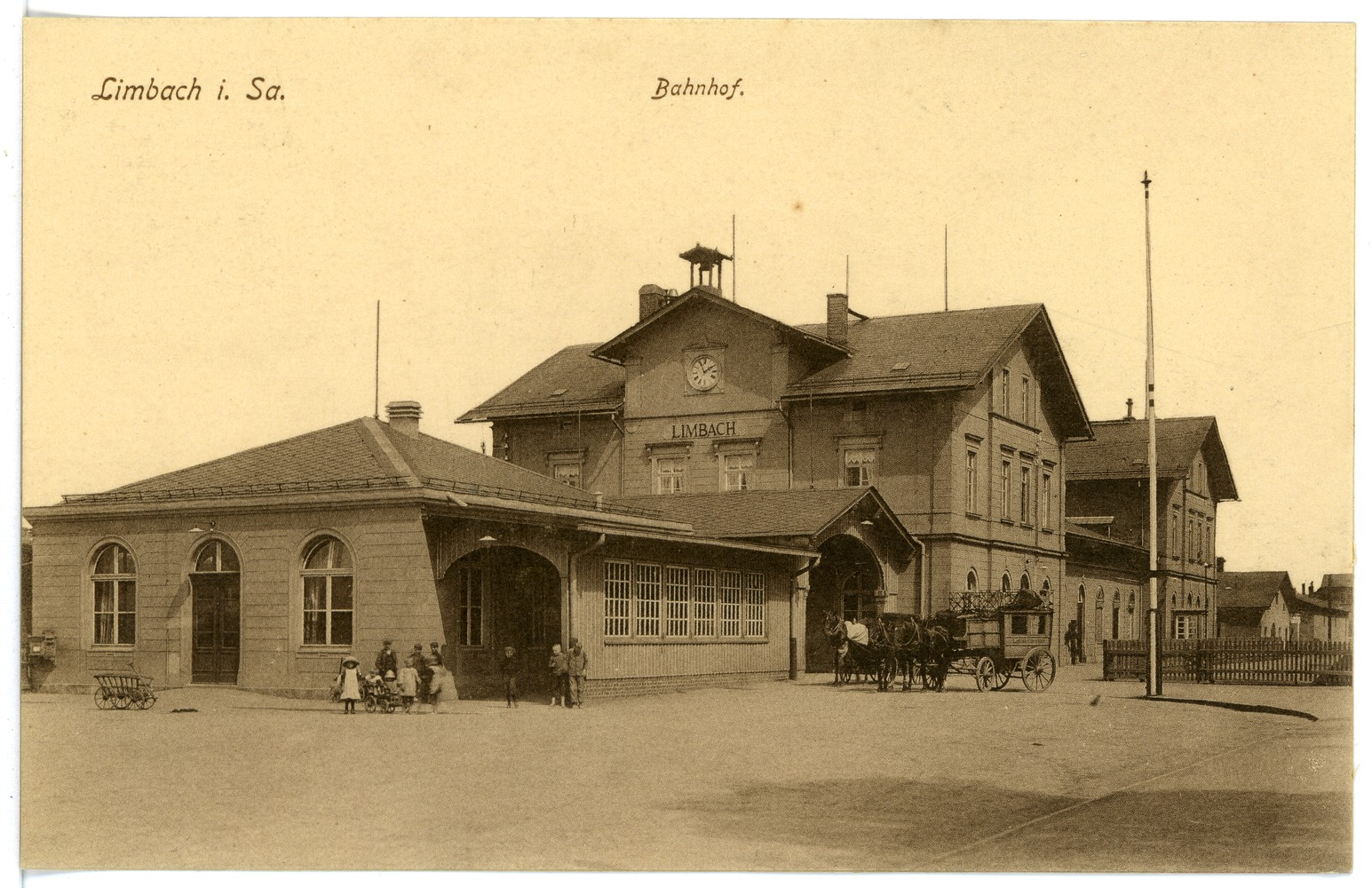
Der Bahnhof um 1913

Mit der Unterbrechung des durchgehenden Betriebs auf der Strecke nach Wüstenbrand zum Jahreswechsel 1950/1951 verlor der Bahnhof Limbach (Sachs) kurzzeitig an betrieblicher Bedeutung, da auf dem verbliebenen Streckenstück bis Röhrsdorf nur noch in geringem Umfang Güterverkehr durchgeführt wurde. Diese Trasse wurde in den 1950er Jahren schrittweise zurückgebaut.

### Verlängerung der Strecke nach Oberfrohna
Im Jahr 1899 gab es Bemühungen, die Bahnstrecke Limbach-Wittgensdorf weiter auszubauen. Zu dieser Zeit gingen viele Petitionen nach Dresden ein. Diese Petitionen wurden an die Regierung der eingereicht, mit dem Ziel, weitere Streckenführungen zu realisieren. So sollte unter anderem eine Trasse um Oberfrohna herum gebaut werden. Zahlreiche Kaufleute und Fabrikbesitzer begrüßten die Pläne der vorgeschlagenen Streckenverläufe, denn sie versprachen sich von einer Erweiterung klare Vorzüge. So auch der Kaufmann Rittberger, der in der Karlstraße eine Fabrikgebäude besaß und die Planungen einer Anbindung in Waldenburg an die Strecke Glauchau-Wurzen unterstützte.
1908 verhandelte der Landtag in Dresden über die Streckenerweiterung. Die neue Trasse sollte vom Endhaltepunkt in Oberfrohna weiter bis nach Niederfrohna, Mühlau, Tauscha verlängert werden und in Penig an die Nebenbahn der Strecke Glauchau–Wurzen anschließen. Auch wäre ein Anschluss bis nach Leipzig denkbar gewesen. Der damalige Bürgermeister von Oberfrohna, Willy Böhme, unterstützte dieses Vorhaben und war auch an deren Planung beteiligt. Jedoch hätte dieser das Gelände für den künftigen Streckenverlauf kaufen und der Eisenbahnverwaltung dieses kostenlos zur Verfügung stellen müssen.
Am 30. Juni 1913 wurde die Streckenverlängerung nach Oberfrohna mit einem Zug und zwei Lokomotiven um 10:45 Uhr feierlich eröffnet. Das Viadukt an der Kellerwiese war ein Jahr vorher in Stampfbetonbauweise errichtet und eingeweiht worden.
Nach Beginn des Ersten Weltkrieges am 1. August 1914 konnten keine weiteren Pläne um eine geplante Verlängerung der Strecke bis nach Penig umgesetzt werden. Der Stadt Limbach fehlte es an Geld, um den Ausbau zu finanzieren. Zudem wurde der Zugverkehr durch das wachsende Aufkommen des Kraftwagens immer unrentabler. Im Zweiten Weltkrieg kam der Bahnverkehr fast vollständig zum Erliegen, da Tageszüge ausfielen und die Strecke keine hohe Bedeutung für den Transport von Munitionsmaterial hatte.

### Deutsche Demokratische Republik, Wende und Niedergang
Nach der Gründung der DDR am 7. Oktober 1949 wurde die Anlage zum Trennungsbahnhof. Nach dem Beitritt zahlreicher Betriebe zur Vereinigung Volkseigener Betriebe (VEB) stiegen die Güterverkehrszahlen im Bahnhof Limbach wieder an. Die Züge transportierten über 30 Jahre Textilware, Maschinenteile, Kohle und andere zahlreiche Waren vom Endhaltepunkt Oberfrohna und Limbach über Hartmannsdorf und Wittgensdorf bis nach Chemnitz.
Im Zuge der politischen Wende 1989/1990 und den damit einhergehenden Stilllegungen der einzelnen Betriebe sanken die Zahlen des Güterverkehrs drastisch. Die Schließung der zahlreichen Industriebetriebe in Limbach-Oberfrohna und der näheren Umgebung zu Beginn der 1990er-Jahre hatte auch auf den Güterverkehr negative Auswirkungen. In der Folgezeit wurden immer weniger Waren transportiert und auch die Passagierzahlen sanken drastisch. Am 1. Januar 1996 wurde der Güterverkehr schließlich eingestellt; der Personenverkehr blieb um vier weitere Jahre bestehen.
Am 24. Februar 2000 erteilte das Eisenbahnbundesamt (EBA) die Genehmigung, den Abschnitt von Oberfrohna nach Limbach stillzulegen. Dies markierte das Ende des Personenverkehrs, der am 28. Mai 2000 vollständig eingestellt wurde. Der Bereich zwischen Limbach und Wittgensdorf wurde erst über ein Jahr später am 11. Dezember 2001 für den Zugverkehr eingestellt. Fortan verkehrten Züge nur noch auf dem Teilstück zwischen Hartmannsdorf und Wittgensdorf. Am 11. Dezember 2005 wurde der Abschnitt bis zum Anschluss am Tanklager in Hartmannsdorf in ein Nebengleis des Bahnhofs Wittgensdorf umgewandelt.

### Entwicklung ab 2000

#### Die Jahre nach der Schließung
Nach Einstellung des Personenverkehrs am 28. Mai 2000 wurden die Gebäude endgültig für die Öffentlichkeit geschlossen und dementsprechend gesichert. In den Folgejahren der Schließung war das Betreten der Anlage strikt untersagt. Warnschilder, die man an verschiedenen Stellen anbrachte, sollten darauf hinweisen. Lediglich der Bahnhofsvorplatz konnte als Parkmöglichkeit weiterhin genutzt werden.
Seit Mitte der 2000er Jahre gibt es eine Busverbindung als Ersatz für den aufgelösten Schienenverkehr. Die Schnellbuslinie 526 wurde am 11. Dezember 2005 eröffnet. Es gibt in der Stadt drei Haltestellen, die im 3/4-Stunden-Takt angefahren werden. Der ehemalige Bahnhof ist jedoch kein Ausgangspunkt für Busse und hat keine Haltestelle. Die jetzigen Stationen befinden sich etwa in 500 bis 800 Meter südlicher und westlicher Entfernung. Die Route mit einer Länge von insgesamt 17 km und drei weiteren Haltepunkten in der Chemnitzer Innenstadt wird vom Verband Regionalverkehr Erzgebirge vertrieben. Ein Teil der Buslinie führt über die Bundesautobahn A4, wobei die Fahrtzeit lediglich 30 Minuten umfasst.

#### Anbindung an die Chemnitzer Stadtbahn
Im Rahmen des Chemnitzer Modells sollte Limbach-Oberfrohna über einen Großteil der vorhandenen Zugstrecke über Wittgensdorf und Hartmannsdorf an die Stadtbahn in Chemnitz angebunden werden. Nach Planungen seitens der Stadträte von Limbach-Oberfrohna und Chemnitz würde die Trasse über Kändler und Chemnitz-Röhrsdorf bis in das Zentrum von Chemnitz führen. 2003 entwarf der Rat von Limbach-Oberfrohna einen Kostenanschlag von bis zu 16 Mio. Euro für das Infrastrukturprojekt. Sieben Jahre später, 2010, sollte über die Verwirklichung des Streckenprojektes entschieden werden; der Freistaat Sachsen lehnte dies mit der Begründung ab, da der angegebene Betrag zu hoch sei und man nicht bereit sei, den Eigenanteil an den Entwicklungskosten für neue Hybridzüge zu tragen.

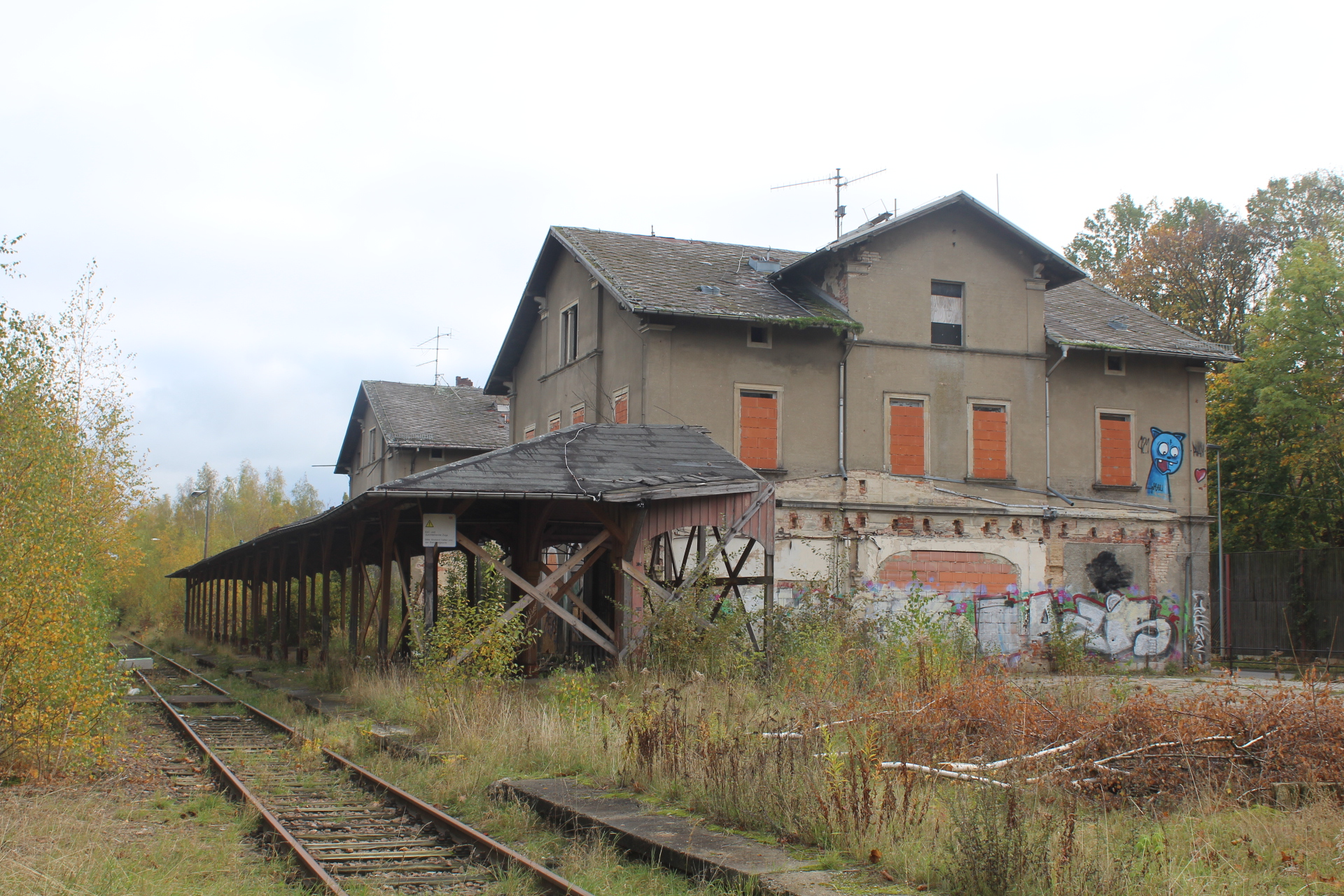
Das Hauptgebäude des Bahnhofs aus Richtung der Gleisanlagen gesehen. (Zustand im Oktober 2019)

Seit einigen Jahren kritisierten einige Einwohner der Stadt den heruntergekommenen Zustand des Hauptgebäudes sowie des gesamten Areals. Aufgrund der Stilllegung und der nachlassenden Instandhaltung wurde die Anlage wiederholt für illegale Müllablagerungen genutzt. Immer wieder entsorgten fremde Personen Abfälle im Gelände, oftmals auf den Bahnsteig oder neben den alten Gleisen. Die Stadt sprach sich gegen diese Vorgehen aus und führte oftmals eigens organisierte Aufräum- und Säuberungsaktionen durch. Neben der illegalen Müllentsorgungen war insbesondere das Hauptgebäude immer wieder Schäden durch Vandalismus und Demolierung ausgesetzt. Dies wurde durch den ungehinderten Zutritt des Geländes begünstigt. Oft wurden Fensterscheiben zerstört und Türen aufgebrochen. Als diese Delikte dem Rathaus bekannt wurden, traf man entsprechende Schutzmaßnahmen. Fenster wurden zugemauert, erst im Erdgeschoss, später auch in den oberen Stockwerken. Die Türen der Haupt- und Nebeneingänge wurden verschlossen, um ein Eindringen unmöglich zu machen.

#### Teilabbruch 2015
Im Juni 2015 beschloss der Stadtrat den Nebentrakt, in der die Empfangs- und Gepäckhalle untergebracht war, sowie den Zwischenbau, in dem sich diverse Sozialräume befanden, zwischen den beiden Hauptgebäuden abzureißen. Die Dächer der Gepäckabfertigung sowie des Zwischentrakts wiesen aufgrund der mangelnden Wartung und Pflege an einigen Stellen beträchtliche Mängel auf. Der Schaden vergrößerte sich, als im Winter 2014/2015 der Dachstuhl des Zwischentrakts unter dem Gewicht der darauf liegenden Schneemengen nachgab und einstürzte. Der Rat entschied, dass diese beiden Gebäudeteile abgerissen werden sollen, da auch herabstürzende Gegenstände wie Dachziegel eine Gefahr für Passanten und Fahrzeugfahrer darstellen könnten. Im darauf folgenden Monat Juli wurde mit den Abrissarbeiten begonnen. Die beiden Endgebäude, die hölzerne Überdachung des Bahnsteiges sowie das Gebäude des Güterbahnhofes waren in einem noch guten Zustand und blieben vorerst erhalten. Der Stadtrat teilte auf einer Anfrage mit, dass es jedoch keinen Nutzungsplan für die verbliebenen Gebäude und das Areal gebe.

#### Diskussionen über eine künftige Nutzung

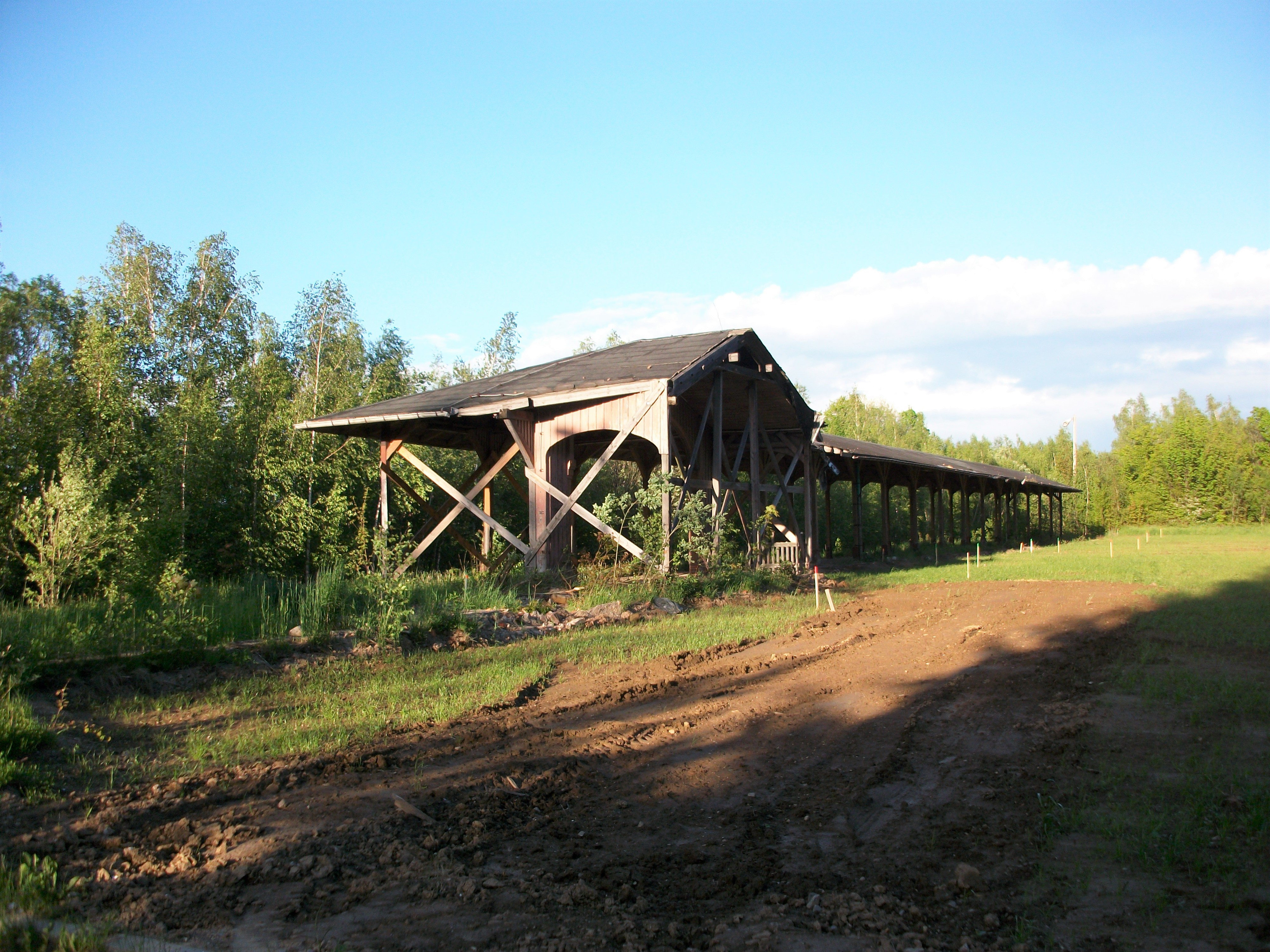
Bahnhof Limbach (Sachs), Bahnsteigüberdachung nach Abriss des Empfangsgebäudes (2021)

Mitte August 2019 brach im Empfangsgebäude in Höhe des Daches ein Brand aus. Die Feuerwehr von Limbach und auch die Polizei-Feuerwehr war kurz danach vor Ort und konnte das Feuer innerhalb weniger Minuten unter Kontrolle bringen. Um entstandene Glutnester zu löschen, mussten Teile der Dachkonstruktion entfernt werden. Nach etwa drei Stunden war der Feuerwehreinsatz beendet. Wie die Polizei später mitteilte, stand die Ursache des Feuers nicht fest, da ein Brandherd nicht gefunden werden konnte. Die Höhe des Sachschadens wurde auf mehrere tausend Euro beziffert.
Ende Oktober 2019 plante der Stadtrat das Empfangsgebäude mitsamt der hölzernen Bahnsteigüberdachung abzutragen. Auf Anfrage an Oberbürgermeister Jesko Vogel teilte dieser mit, dass es keine Verwendungsmöglichkeiten für das Bahnhofsgebäude gäbet. Die Stadt habe bereits in den vergangenen Jahren zahlreiche Nutzungsvarianten prüfen lassen. Jedoch sei das Gebäude in einem derart schlechten Zustand, dass eine Neunutzung unmöglich erscheine. Der Eisenbahnverein von Limbach-Oberfrohna sprach sich seit Jahren gegen einen Abbruch aus. Es lagen jedoch keine genaueren Lösungen zur Rettung des Ensembles vor. Auch eine Reaktivierung der ehemaligen Strecke Limbach–Wittgensdorf würde nicht zur Rettung des Bahnhofs beitragen. Im Rahmen des Chemnitzer Modells ist am jetzigen Standort der Station kein Haltepunkt vorgesehen.
Das Hauptgebäude wurde nach der Schließung 2000 unter Denkmalschutz gestellt. Der Landkreis Zwickau hatte auf Anfrage bestätigt, dass das Amt für Denkmalschutz einen Antrag für eine Abbruchgenehmigung an das in Zwickau ansässige Landesamt für Denkmalpflege gestellt habe. Dieses stimmte einem Abbruch des Gebäudes zu. Allerdings müsse der Antrag an das Amt für Naturschutz geprüft werden, da sich in den Jahren seit der Stilllegung zahlreiche Tier- und Pflanzenarten auf der Anlage entwickelt und angesiedelt hätten. Eine Darlegung der dort lebenden Tierarten sei seitens der Stadt noch nicht erfolgt.
Im November 2019 fällten die Stadträte auf einer erneuten Sitzung einen Grundsatzbeschluss zum Abriss des Bahnhofes. Die Mehrheit der Politiker befürworteten eine Beseitigung der Brache und sprachen sich gleichzeitig gegen eine Sanierung aus. Die Planungen sahen u. a. vor, dass nach dem Abbruch der verbliebenen Gebäude die Fläche renaturiert und bepflanzt wird.
Gegen Ende Januar 2020 wurden die verbliebenen Überreste des Güterbahnhofes beseitigt. Die Abrissarbeiten dauerten bis Mitte Februar.
Mitte Oktober 2020 gab schließlich der Stadtrat von Limbach-Oberfrohna bekannt, dass der Bahnhof endgültig abgerissen werden soll. Dafür stimmten im vergangenen Jahr im November 19 Räte der Stadt. Dagegen waren acht Stimmen. Es wurde daraufhin beschlossen, dass ein Ergänzungsvertrag bis zum Zeitpunkt des Abbruchs aufgesetzt werden soll. Dieser beinhaltete als Hauptschwerpunkt, dass ein privater Investor das Objekt bis zum 30. September 2020 kaufen müsse. Dies blieb jedoch ohne großen Erfolg. Ein Sprecher des Rathauses sagte, dass drei Investoren gefunden worden seien, diese aber kein wirkliches Interesse an der Bahnhofsruine gezeigt hätten.
Die deutliche Mehrheit der Stadträte, die für einen Abbruch stimmten, vertrat die Meinung, dass eine Sanierung des Bahnhofs zu hohe Kosten (etwa 4 Millionen Euro) verursachen würde. Der Abriss der verbliebenen Gebäudeteile, nämlich der beiden Haupthäuser, des Bahnsteiges samt dessen Überdachung sowie weiterer Teile des Geländes, würde schätzungsweise 350.000 Euro kosten; einen Großteil der Kosten könnte die Stadt als Fördermittel erhalten. Der Abbruch war für Januar 2021 geplant und ist inzwischen vollzogen worden.

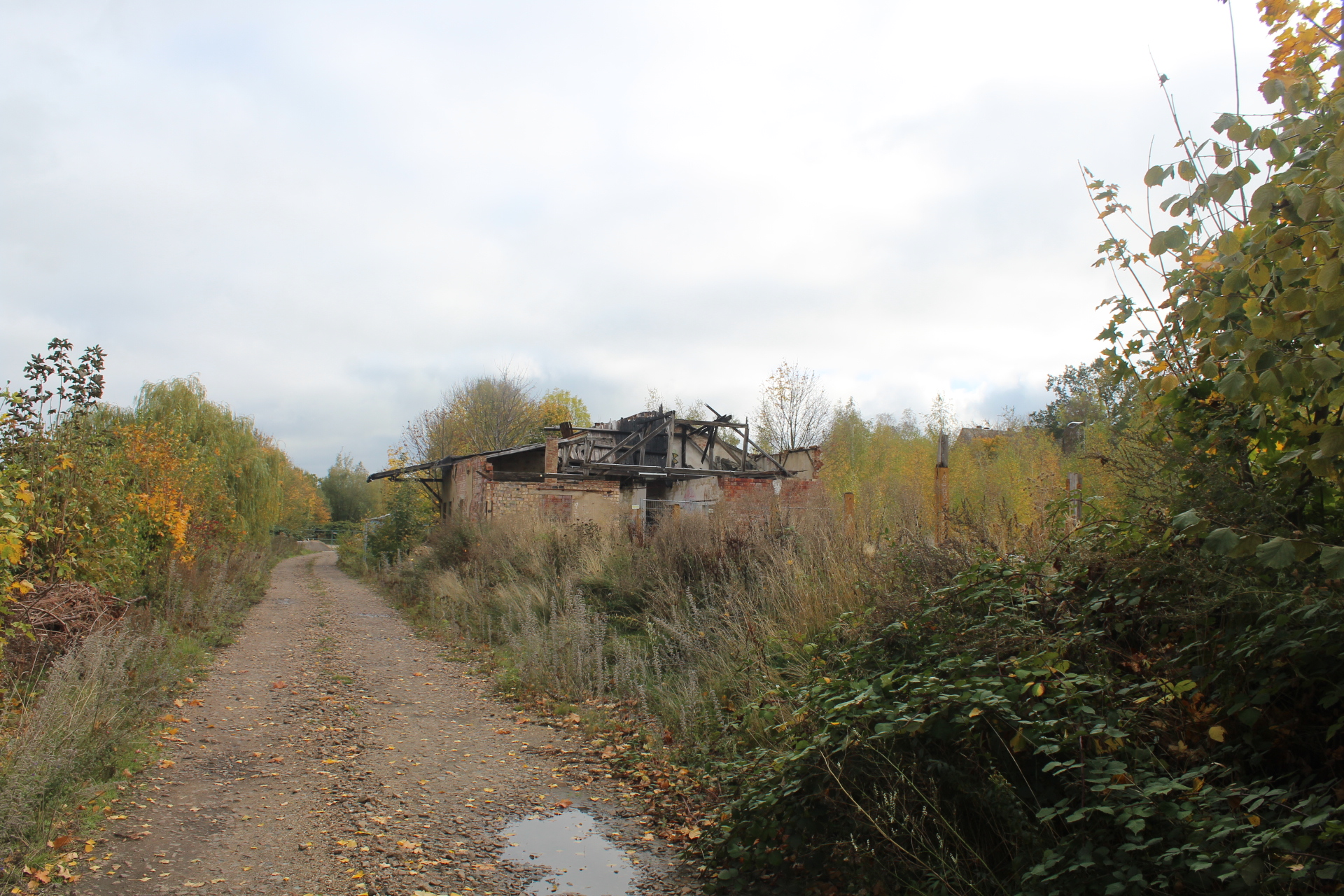
Der im Jahr 2020 abgerissene Güterschuppen aus dem frühen 20. Jahrhundert war 2019 bereits stark verfallen.

### Verbliebene Überreste
Nach dem Abriss der Gepäckabfertigung sowie des Mitteltrakts im Juli 2015 waren nur noch die beiden Endgebäude, die hölzerne Bahnsteigüberdachung und das Gebäude des Güterbahnhofs erhalten geblieben. Der Lokschuppen, die Drehscheibe, die Wasserstation sowie einige andere der zur Anlage gehörenden Gebäude existieren seit einigen Jahren nicht mehr. Diese wurden vermutlich im Zuge der Schließung um die Jahrtausendwende abgetragen.
Die restlichen Gebäude wurden zwischen 2020 und 2021 stückweise zurückgebaut. Der Güterschuppen, welcher bereits stark verfallen war, wurde von Januar bis Februar 2020 abgerissen. Die Reste des Empfangsgebäudes standen bis zuletzt leer und verfielen; ab Beginn des Jahres 2021 wurden auch sie abgetragen. Als einziges Ensemble des Bahnhofs bleibt die Überdachung als auch der Bahnsteig an sich erhalten. Diese hölzerne Konstruktion wurde wie einst das Hauptgebäude unter Denkmalschutz gestellt, sie ist jedoch in einem unsanierten Zustand.

## Galerie

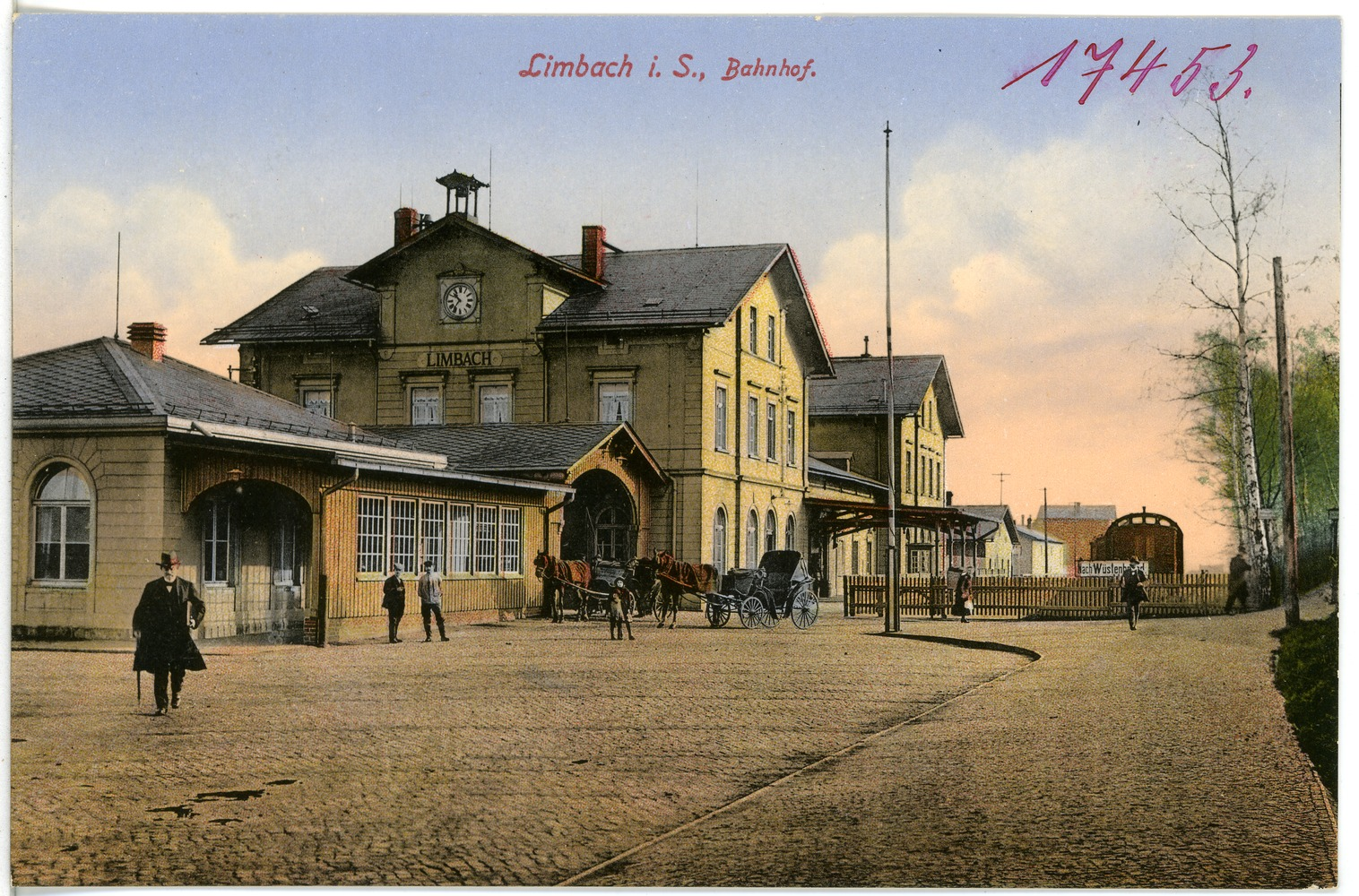
Der Bahnhof in Limbach auf einer historischen Postkarte von 1914
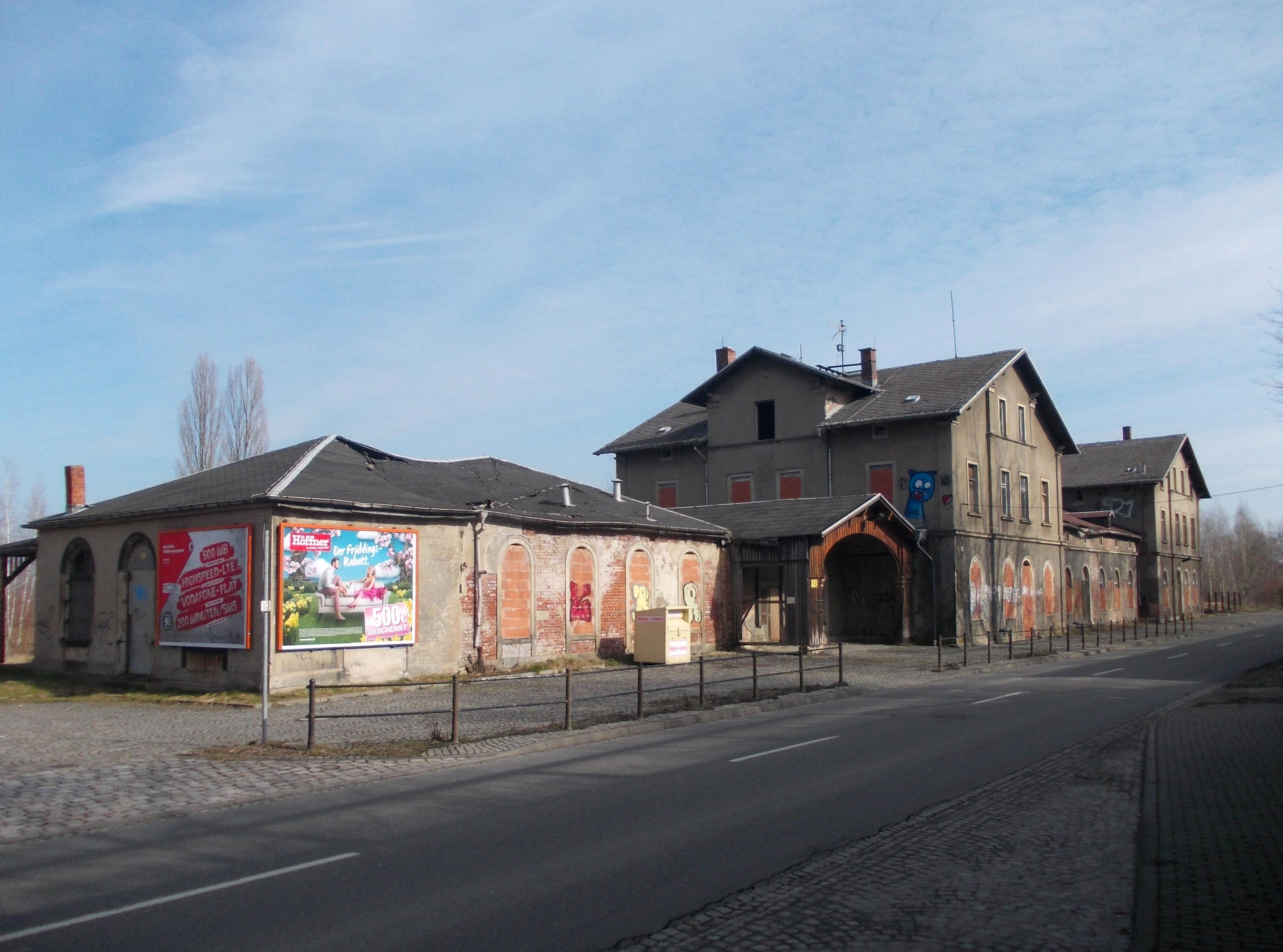
Etwa hundert Jahre später: Das Hauptgebäude von der Straße Ostring aus gesehen
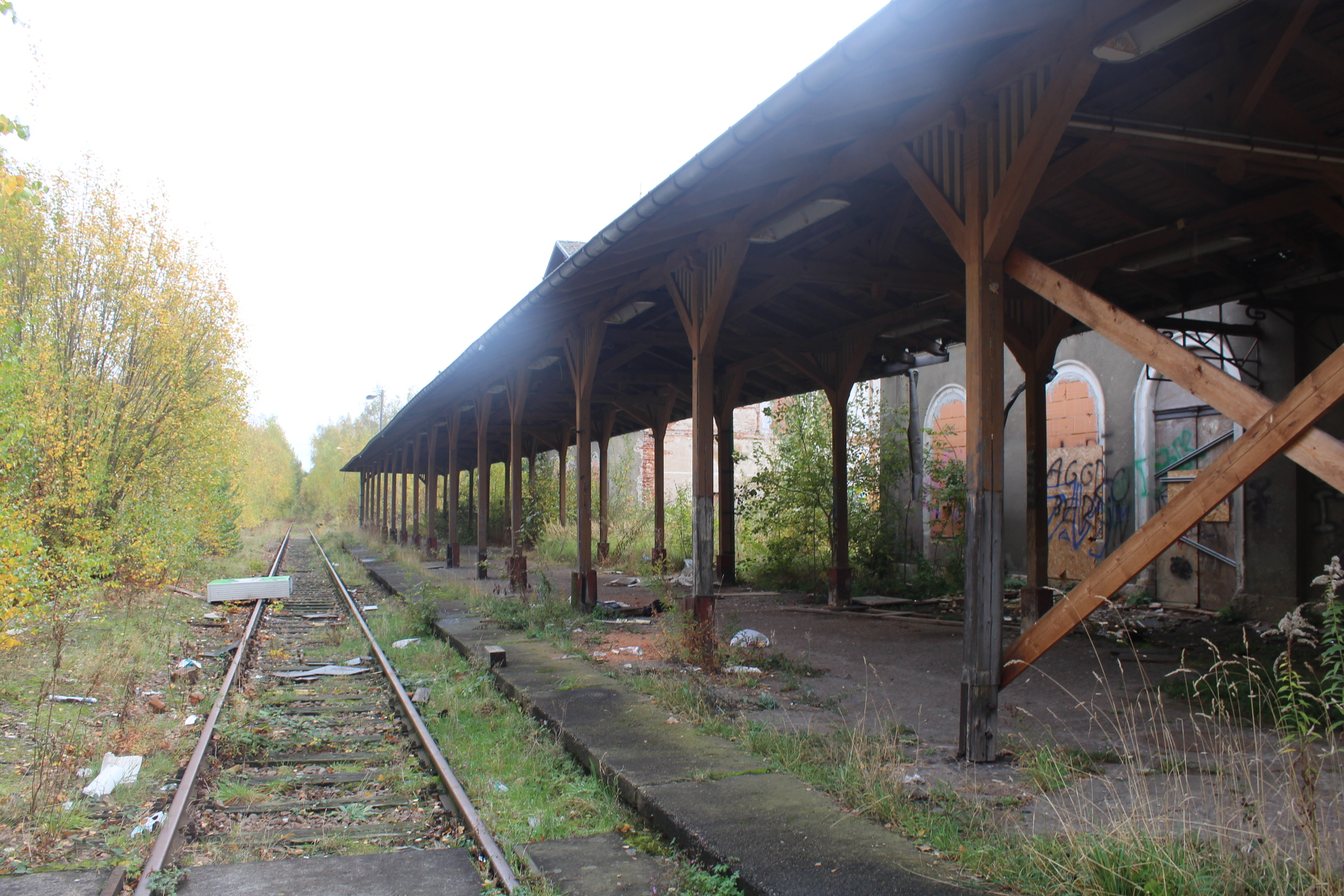
Der Bahnsteig mit der hölzernen Überdachung; links davon die Gleise der Bahnstrecke Limbach-Wittgensdorf (Zustand Oktober 2019)
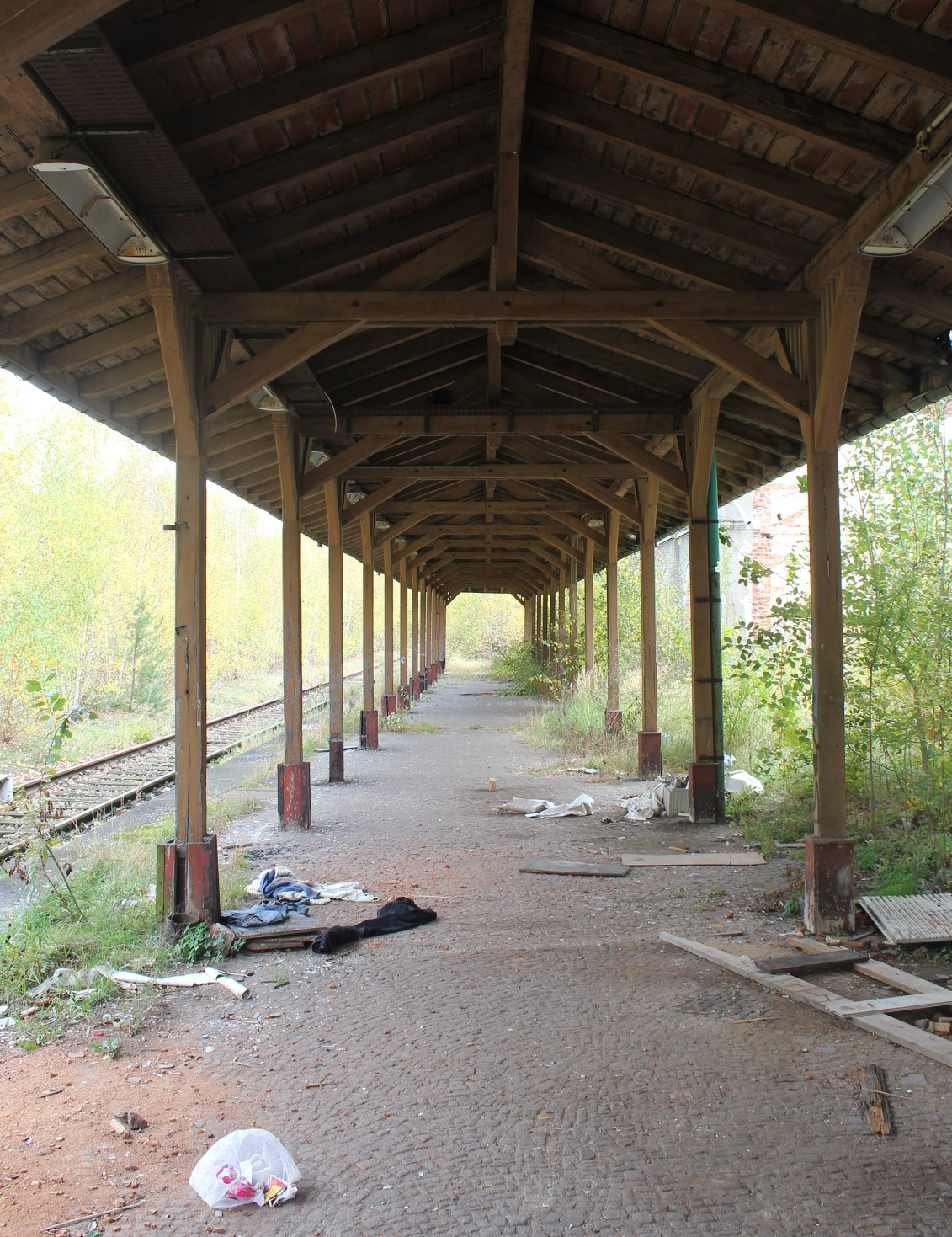
Der Bahnsteig mit der Überdachung (Zustand Oktober 2019)
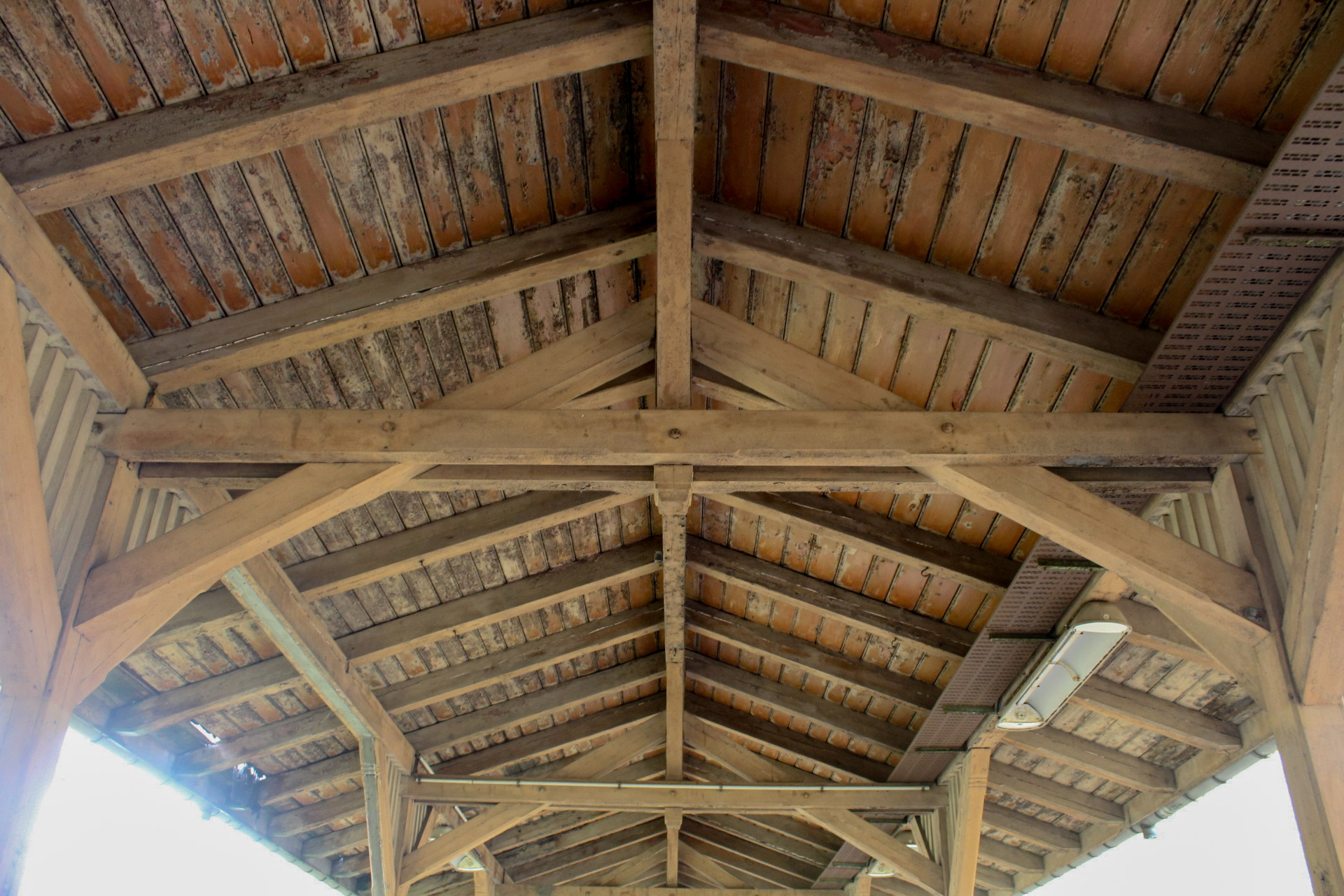
Die hölzerne Dachkonstruktion des Bahnsteiges (Blick von unten)
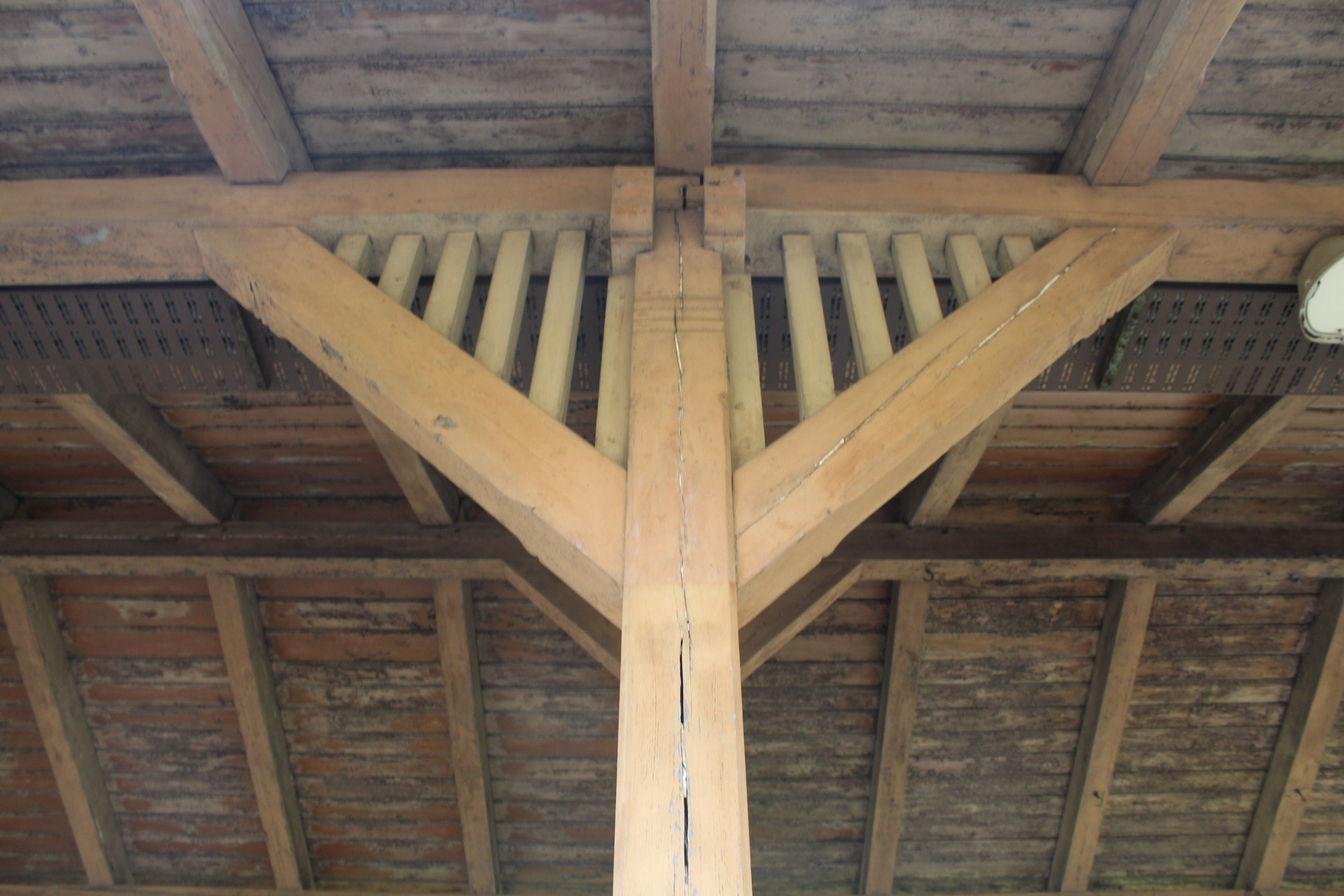
Eine der zahlreichen Säulen der Bahnsteigüberdachung
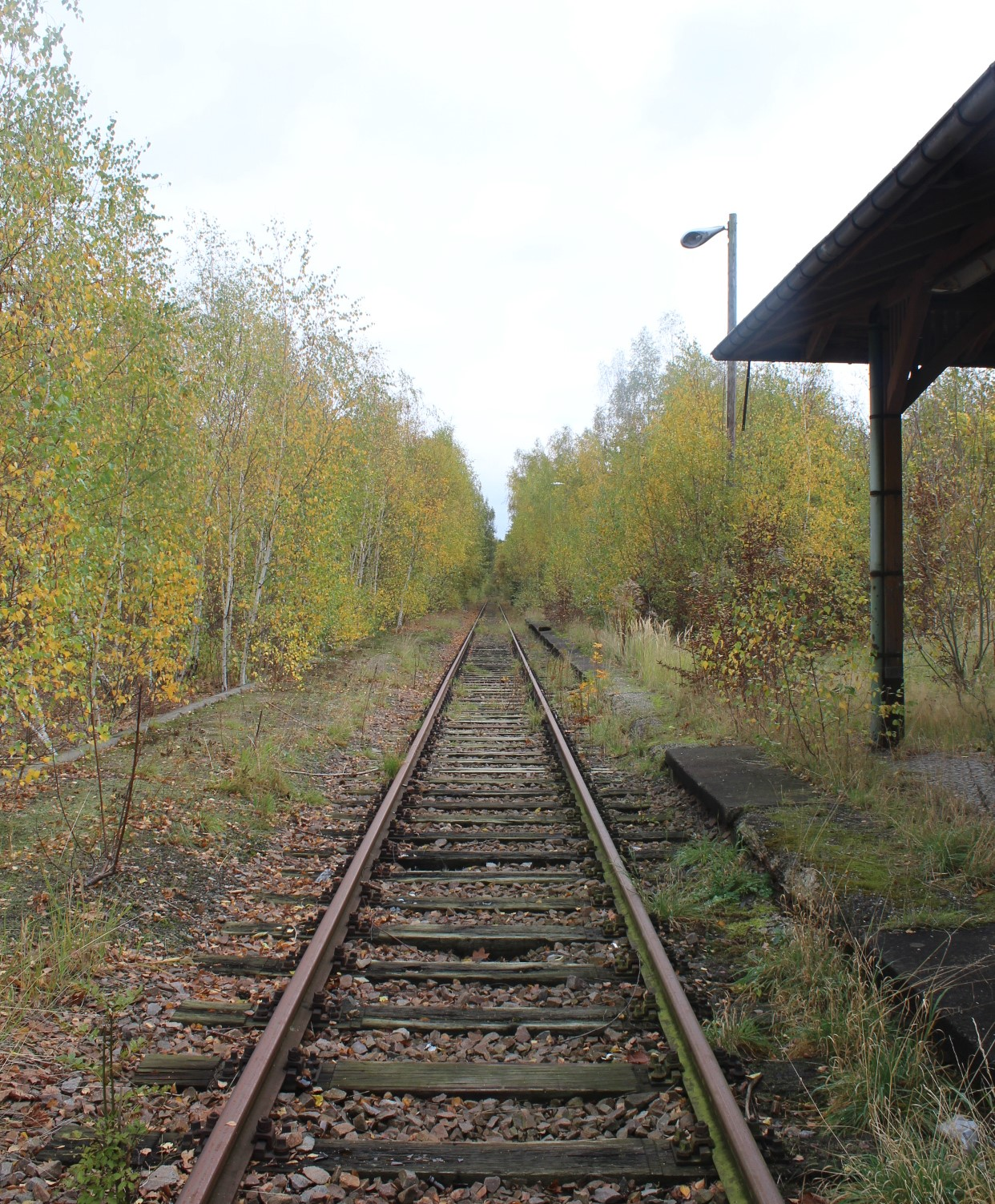
Die Gleise der Strecke Limbach-Wittgensdorf in Richtung Osten